# Codex Ebnerianus
Minuskuł 105 (według numeracji Gregory-Aland), δ 257 (von Soden) – rękopis Nowego Testamentu pisany minuskułą na pergaminie w języku greckim z XII wieku. Zawiera marginalia. Przechowywany jest w Oksfordzie.

## Opis rękopisu
Kodeks zawiera tekst Nowego Testamentu bez Apokalipsy, na 426 pergaminowych kartach (20,5 cm na 16 cm). Karty kodeksu ułożone zostały w formacie quarto; inicjały pisane są złotem.
Tekst rękopisu pisany jest jedną kolumną na stronę, w 27 linijkach na stronę.
Tekst rękopisu dzielony jest według κεφαλαια (rozdziałów), których numery podano na marginesie. W górnym marginesie umieszczono τιτλοι (tytuły) owych rozdziałów. Ponadto przed każdą z Ewangelii umieszczone zostały listy κεφαλαια (spis treści). W Ewangeliach stosuje również podział według krótszych jednostek – Sekcji Ammoniusza. Sekcje Ammoniusza nie zostały opatrzone odniesieniami do Kanonów Euzebiusza.
Oryginalny rękopis nie zawierał tekstu Pericope adulterae (Jan 7,53-8,11), został on dodany w roku 1391 przez późniejszego kompilatora na końcu Ewangelii Jana.

## Tekst
Grecki tekst Ewangelii reprezentuje tekst bizantyński. Aland zaklasyfikował go do Kategorii V.

## Historia
Paleograficznie datowany jest na wiek XII. Nazwa rękopisu pochodzi od Hieronymusa Wilhelma Ebnera von Eschenbacha (1673–1752), dyplomaty z Norymbergi, w którego kolekcji się znajdował.
Obecnie przechowywany jest w Bodleian Library (MS. Auct. T. inf. 1. 10), w Oksfordzie.
Nie jest cytowany w naukowych wydaniach greckiego Novum Testamentum Nestle–Alanda (NA26, NA27).